# Alix de Saint-André
Alix de Saint-André est une journaliste et écrivaine française née le 16 décembre 1957 à Neuilly-sur-Seine. Elle s'est fait connaître comme chroniqueuse dans Nulle part ailleurs sur Canal+ auprès de Jérôme Bonaldi. Elle a été journaliste dans des magazines comme Elle ou Le Figaro Magazine. Elle a écrit plusieurs romans et quelques récits autobiographiques.

## Biographie
Fille du colonel Jean Peïtevin de Saint-André, ancien écuyer en chef du Cadre noir, Alix grandit aux environs de Saumur, élevée dans des pensionnats de religieuses. Elle devient grand reporter et journaliste. Elle travaille pour le magazine Elle. En 1994, elle publie L'Ange et le Réservoir du liquide à freins et L'Archive des anges (en 1998) dans lequel elle enquête sur l'existence de ces créatures aériennes aussi bien dans la Bible que le Talmud et le Coran.
De 1993 à 1997, elle travaille comme chroniqueuse pour Canal+, avec entre autres Frédéric Taddeï dans l'émission Nulle part ailleurs lors de la première partie de l'émission, présentée par Jérôme Bonaldi.
Alix de Saint-André revient à la fiction avec Papa est au panthéon (2001) et Ma nanie (2003), prix Terre de France, où Alix, dans un monologue affectueux adressé à cette femme, revisite son enfance et sa relation privilégiée avec cette "nanie", morte en 2001. En 2007, paraît Il n'y a pas de grandes personnes, livre principalement consacré à sa passion pour André Malraux et où elle nous raconte sa rencontre avec la fille de ce dernier, Florence Malraux.
Elle s'intéresse aux religions, en particulier aux anges, et en parle généralement avec humour.

## Œuvre
- L'Ange et le Réservoir de liquide de freins, 1994Éditions Gallimard, coll. « Série noire » no 2342 (1994)
- Archives des anges : essai, Paris, Nil, novembre 1998, 225 p. (ISBN 2-84111-107-5)
- Papa est au Panthéon : roman, Paris, Gallimard, juin 2001, 368 p. (ISBN 2-07-076019-7)
- Ma nanie : roman, Paris, Gallimard, 25 août 2003, 167 p. (ISBN 2-07-076802-3)consacré à sa nounou décédée en 2000
- Il n'y a pas de grandes personnes, Gallimard, 16 mai 2007, 410 p. (ISBN 978-2-07-077193-6 et 2-07-077193-8)consacré à André Malraux et à la rencontre avec sa fille Florence Malraux
- En avant, route !, Gallimard, 16 avril 2010, 307 p. (ISBN 978-2-07-012837-2 et 2-07-012837-7)où elle raconte ses trois voyages à pied vers Saint-Jacques-de-Compostelle

Prix Louis-Castex de l’Académie française en 2011
- Garde tes larmes pour plus tard, Paris, Gallimard, 17 janvier 2013, 288 p. (ISBN 978-2-07-013914-9)
- L'Angoisse de la page folle, Gallimard, 2016  (ISBN 978-2070179886)
- 57 rue de Babylone, Paris 7e, Gallimard, 2021  (ISBN 978-2072776335)